# Carl-Oscar Girsén
Carl-Oscar Girsén (ur. 16 lutego 1889 w Helsinkach, zm. 22 kwietnia 1930 tamże) – fiński żeglarz, olimpijczyk.
Na regatach rozegranych podczas Letnich Igrzysk Olimpijskich 1912 wystąpił w klasie 8 metrów zajmując 4 pozycję. Załogę jachtu Örn tworzyli również Gustaf Estlander, Bertel Juslén, Curt Andstén i Jarl Andstén.